# AIDS (wirus komputerowy)
AIDS – napisany w języku Turbo Pascal 3.01a wirus komputerowy nadpisujący pliki z rozszerzeniem *.com.
AIDS jest pierwszym znanym wirusem wykorzystującym jedną z właściwości systemu operacyjnego MS-DOS; polega ona na tym, że po wpisaniu za znakiem zachęty nazwy pliku bez rozszerzenia w momencie, gdy istnieją dwa pliki – o rozszerzeniach *.com i *.exe, w pierwszej kolejności uruchomiony zostaje plik z rozszerzeniem *.com. A zatem poprzez tworzenie przez AIDS zainfekowanych plików *.com (np. notepad.com), będą one uruchomione w pierwszeństwie przed zamierzonym plikiem *.exe (np. notepad.exe), o ile użytkownik za znakiem zachęty poda nazwę pliku bez rozszerzenia.
Przy uruchomieniu wirus AIDS wyświetla następujący tekst na ekranie komputera:
```
ATTENTION:
I have been elected to inform you that throughout your process of
collecting and executing files, you have accdientally ¶HÜ¢KΣ►
yourself over: again, that's PHUCKED yourself over.  No, it cannot
be; YES, it CAN be, a √ìτûs has infected your system. Now what do
you have to say about that? HAHAHAHAHA. Have ¶HÜÑ with this one and
remember, there is NO cure for

AIDS

```

Co oznacza:

OSTRZEŻENIE: Zostałem wybrany, aby poinformować cię, że poprzez twój proces
zbierania i wykonywania plików, przypadkowo wpieprzyłeś
się ponad wszystko: jeszcze raz, wpieprzyłeś się ponad wszystko. Nie, nie może
być; tak, może być, wirus zainfekował twój system. Co teraz
powinieneś na ten temat powiedzieć? HAHAHAHAHA. Baw się z nim dobrze i
pamiętaj, nie ma lekarstwa na

AIDS

W powyższej wiadomości, słowo „AIDS” pokrywa około połowę ekranu. System zostaje zatrzymany, musi zostać wyłączony i uruchomiony na nowo.
Wirus AIDS nadpisuje pierwsze 13 952 bajtów zainfekowanych plików z rozszerzeniem *.com. Napisane pliki muszą zostać usunięte i zastąpione czystymi kopiami celem usunięcia wirusa. Nie jest możliwe odzyskanie nadpisanych części programów.

## AIDS II
AIDS II – towarzyszący wirus komputerowy, infekujący pliki z rozszerzeniem *.com, odkryty w kwietniu 1990 roku. Jest odmianą rozwojową wirusa AIDS.
W przeciwieństwie do innych ogólnych infektorów plików, AIDS II był drugim (po pierwszej wersji AIDS) znanym wirusem wykorzystującym właściwość systemu MS-DOS zwaną „corresponding file”:
1. AIDS wyszukuje pliki wykonywalne *.exe i tworzy pliki o tej samej nazwie, z rozszerzeniem *.com i złośliwym kodem w ich treści. Pliki te mają zawsze rozmiar 8,064 bajtów, a data i czas utworzenia tych plików odpowiadają dacie i czasowi infekcji.
2. System MS-DOS ze względu na swą właściwość uruchomi zainfekowane pliki *.com w pierwszej kolejności.
3. Po utworzeniu nowego pliku *.com, wirus emituje głośny chiptune oraz wyświetla następujący tekst na ekranie komputera:

```
"Your computer is infected with ...
        ❤Aids Virus II❤
- Signed WOP & PGT of DutchCrack -"

```

Co oznacza:

"Twój komputer jest zainfekowany przez ...
❤Wirus Aids II❤
- Podpisano WOP & PGT of DutchCrack -"

Następnie AIDS II wywołuje oryginalny plik wykonywalny *.exe, który powinien być uruchomiony w pierwszej kolejności. Program uruchamia się bez problemu. Po zakończeniu programu, kontrolę ponownie przejmuje wirus. Głośny dźwięk zostaje ponownie odtworzony, a na ekranie pojawia się kolejna wiadomość:
```
"Getting used to me?
Next time, use a Condom ....."

```

Co oznacza:

"Przyzwyczajasz się do mnie?
Następnym razem użyj prezerwatywy ....."

Ponieważ oryginalny plik *.exe pozostaje niezmieniony, programy CRC nie są w stanie wykryć infekcji komputera przez wirusa. Jedyną drogą ręcznego pozbycia się wirusa AIDS II jest wyszukanie na dysku komputera kopii programów o tej samej nazwie i dwóch rozszerzeniach (*.exe i *.com, przy czym wyszukiwany plik *.com powinien mieć rozmiar 8 064 bajtów). Znalezione pliki *.com o podanych kryteriach powinny zostać usunięte.
Według firmy Symantec, AIDS II może odgrywać melodię i wyświetlać następujący ciąg znaków:
```
"Your computer is infected with AIDS VIRUS II"

```

Co oznacza:

"Twój komputer jest zainfekowany wirusem AIDS II"

Wyświetlane ciągi tekstowe nie pojawiają się w kodzie wirusa.
Wirusa AIDS II nie należy mylić z koniem trojańskim AIDS; a także z wirusem AIDS, którego AIDS II jest następcą.